# Cidry

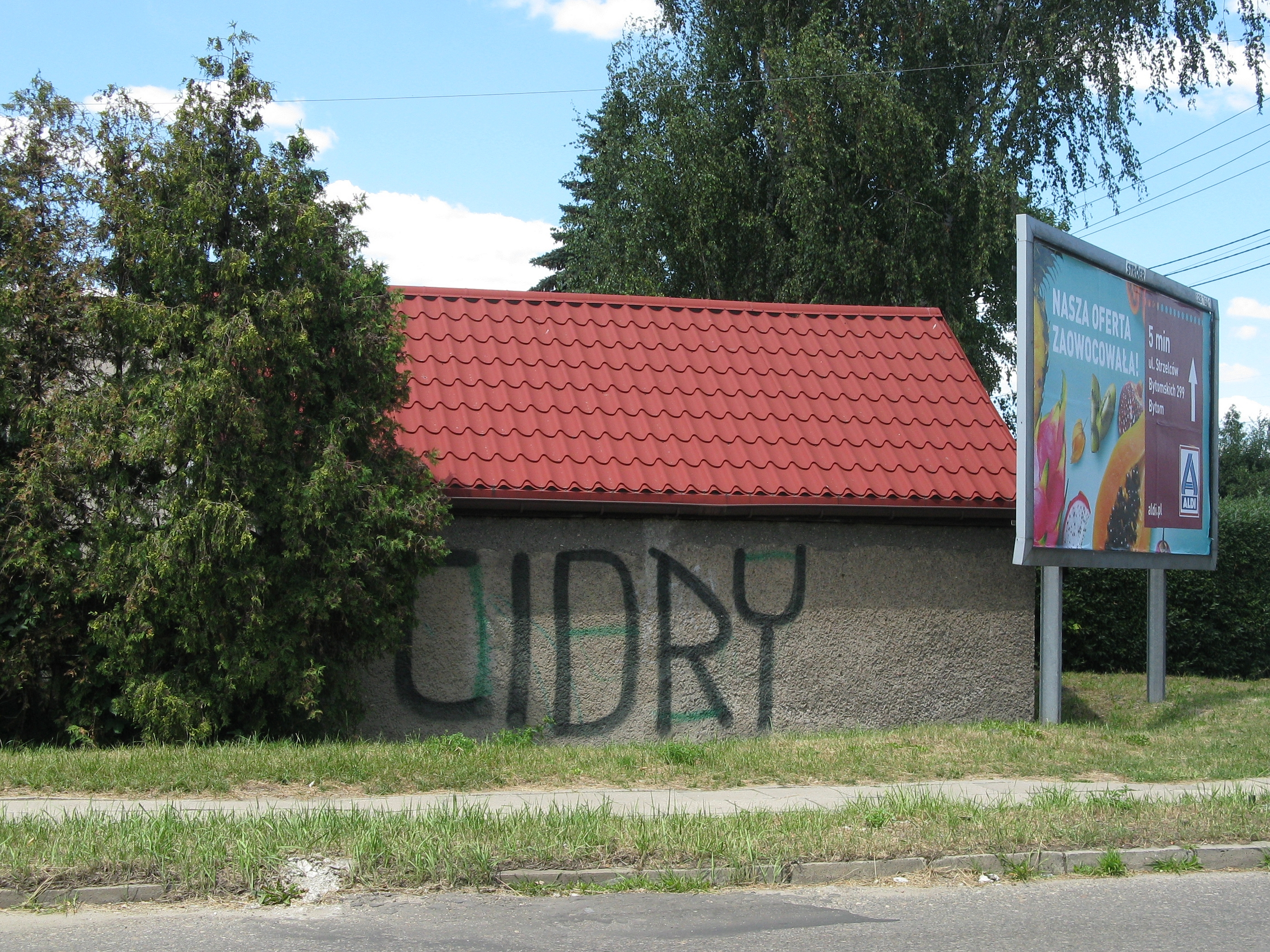
Graffiti na ścianie budynku w Radzionkowie-Rojcy

Cidry, także Cidroki, czy też Cigry − w języku śląskim określenie mieszkańca Radzionkowa.
Nazwa ta używana jest jako przydomek sportowców z klubu sportowego Ruch Radzionków.